# Auve (rivière)
Pour les articles homonymes, voir Auve (homonymie).
L'Auve est une rivière française du département de la Marne, en région Grand Est, et un affluent gauche de l'Aisne, donc un sous-affluent de la Seine par l'Oise.

## Géographie
Sa longueur est de 20,2 km. L'Auve prend sa source sur la commune d'Auve dans le département de la Marne et conflue dans l'Aisne, en rive gauche, à Sainte-Menehould, à 139 m d'altitude.

### Communes et cantons traversées
L'Auve traverse d'ouest en est les dix communes suivantes, dans deux cantons, de Auve (source), Saint-Mard-sur-Auve, La Chapelle-Felcourt, Gizaucourt, Voilemont, Valmy, Dommartin-Dampierre, Argers, Chaudefontaine et Sainte-Menehould (confluence),.
Soit en termes de cantons, l'Auve prend source dans le canton de Givry-en-Argonne, traverse et conflue dans le canton de Sainte-Menehould, le tout dans l'arrondissement de Sainte-Menehould.

### Toponymie
L'Auve cité Arva en 1132, Alva vers 1220 et a donné son nom aux deux communes suivantes d'Auve et Saint-Mard-sur-Auve.

### Bassin versant
L'Auve traverse une seule zone hydrographique. De sa source au confluent de l'Aisne (exclu), son bassin s'étend sur de 211 km² de superficie.
Ce bassin versant est constitué à 96,48 % de « territoires agricoles », à 1,93 % de « forêts et milieux semi-naturels », à 1,13 % de « territoires artificialisés », à 0,46 % de « surfaces en eau ».

## Affluents
l'Auve a six tronçons affluents référencés :
- le Grand Chignon (rd[note 1]), 1,6 km sur les deux communes de Auve et Saint-Mard-sur-Auve.
- le ruisseau de Presle (rg), 1,6 km sur la seule commune de Saint-Mard-sur-Auve.
- le Grand Ruisseau (rg), 2,2 km sur la seule commune de Gizaucourt.
- L'Yèvre (rd), 17,2 km sur huit communes de rang de Strahler deux, avec un affluent :
  - le Rouillat (rg),
- le ruisseau de l'Étang (rd), 4,1 km sur les trois communes de Élise-Daucourt (source), Chaudefontaine (confluence) et Argers.
- un bras de l'Auve, 0,7 km, sur la seule commune de Sainte-Menehould

### Rang de Strahler
Son rang de Strahler est donc de trois.